# P-Poppin
«P-Poppin» — сингл репера Лудакріса із альбому Chicken-n-Beer, випущений 11 червня 2003 року. У пісні взяли участь Shawnna і Lil Fate.

## Про пісню
Ця пісня впливала на молодіжну аудиторію, закликаючи до активнішої участі в сексуальній діяльності. Оригінальне музичне відео не було показане на MTV і BET, тому що воно було надто відвертим, і мало кілька сцен з оголеними жінками. Слова "pussy poppin'" були замінені на "booty poppin'", щоб зробити текст менш відвертим. Деякі з жінок позували сексуально, оголюючи вульву, а Лудакріс чмокає їх по сідницях. Пісня мала обмежений ефір на радіо через відвертий текст.

## Список композицій
1. Stand Up (Radio Version) за участю Shawnna
2. Stand Up (Main Version) за участю Shawnna
3. Stand Up (Instrumental)
4. P-Poppin' (Radio Version) за участю Shawnna & Lil' Fate
5. P-Poppin' (Main Version) (за участю Shawnna & Lil' Fate)
6. P-Poppin' (Instrumental)